# Isac Carlsson
Isac Carlsson, född 1973 och uppväxt i Nösslinge utanför Varberg, är tränare för Malmö FBC. Efter en framgångsrik tid i Warbergs IC 85 mellan mars 2006 och april 2010 valde Carlsson storsatsande Malmö, ett tränarjobb han tillträde 1 maj 2010.
Carlsson började sin karriär som innebandyspelare i Tvååkers IBK 1988. Därefter har han spelat i klubbar som Onsala IK, Finspångs IBK och Jönköpings IK. 
Som spelare vann han SM-guld med Warbergs IC 85 1998. Som assisterande tränare vann han SM-guld med samma lag 2005 och som huvudtränare 2007 och 2008.